# モーリシャス (軽巡洋艦)
|                     | |
| 艦歴                | |
| 発注                | 1937年12月20日 |
| 起工                | 1938年3月31日 |
| 進水                | 1939年7月19日 |
| 就役                | 1941年1月4日 |
| 退役                | |
| その後              | 1965年3月27日にスクラップとして廃棄 |
| 除籍                | |
| 性能諸元            | |
| 排水量              | 基準 8,530トン 満載 10,450トン |
| 全長                | 169.3 m (555.5 ft) |
| 全幅                | 18.9 m (62 ft) |
| 吃水                | 5.0 m (16.5 ft) |
| 機関                | アドミラリティ式三胴型重油専焼水管缶 4基 パーソンズ式ギアード・タービン 4基 4軸推進、(72,500 shp)                                                                     |
| 最大速力            | 33ノット |
| 航続距離            | 15ノットで7,400海里 |
| 燃料                | 重油 1,700トン |
| 乗員                | 士官、兵員907名 |
| 兵装                | 50口径6インチ3連装砲 4基 45口径4インチ連装砲 4基 ボフォース40mm連装対空機関砲 4基 20mm連装対空機関砲 6基 40口径2ポンド4連装ポムポム砲 2基 21インチ3連装魚雷発射管 2基 |
| 搭載機 (1943年撤去) | スーパーマリン ウォーラス2機 |

モーリシャス (HMS Mauritius, 80) は、1939年進水のイギリス海軍の軽巡洋艦。フィジー級。

## 艦歴
1938年3月31日、ニューカッスル・アポン・タインのスワン・ハンター社で起工。1939年7月19日進水。1941年1月4日竣工。
就役後、「モーリシャス」は大西洋とインド洋で船団護衛、通商保護などに従事した。太平洋戦争開戦後イギリスに戻り、改装工事を受けた。その後、インド洋などで主に船団護衛に従事。
1943年6月、地中海に配備される途中スエズ運河で座礁し損傷。修理後、7月にハスキー作戦（シチリア島上陸作戦）に参加。続いて9月にはイタリア南部への上陸作戦（ベイタウン作戦、アヴァランチ作戦）に参加。
1943年末にはビスケー湾へ移り、ドイツの封鎖突破船阻止にあたった（ストーンウォール作戦）。

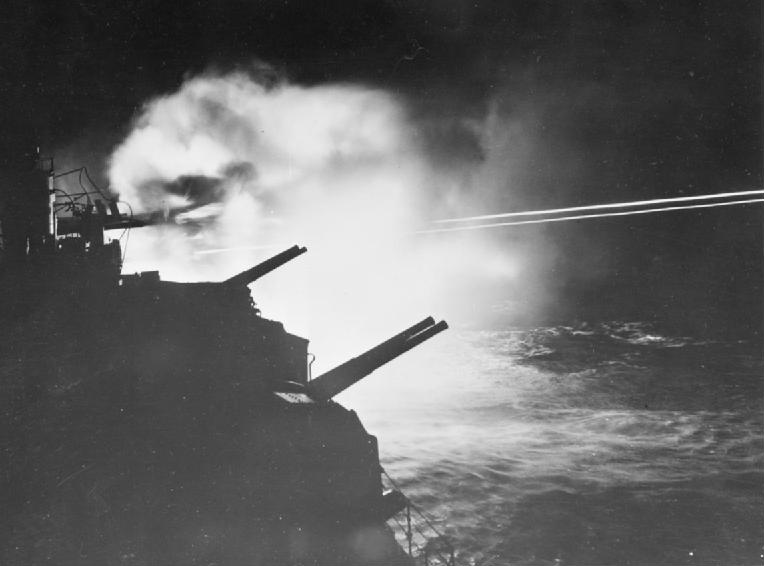
1944年に艦砲射撃を行う「モーリシャス」

1944年1月、地中海に戻りシングル作戦（アンツィオ上陸作戦）に参加。
1944年6月、ノルマンディー上陸作戦に参加。
1944年8月15日、「モーリシャス」と駆逐艦「アーサ」、「イロコイ」はビスケー湾でドイツ船団を攻撃。数隻の艦船を沈め水雷艇「T24」などを損傷させた。
1945年1月28日、「モーリシャス」と軽巡洋艦「ダイアデム」はノルウェー沿岸でドイツ駆逐艦「Z31」、「Z34」、「Z38」と交戦した。
1952年に退役。1965年、スクラップとして売却。